# 川口真実
川口 真実（かわぐち まみ、1995年8月27日 - ）は、活動家。元子役、バイトAKB。アソシエイト・メディア・プランナー。

## 人物
AED活動やダイバーシティや医療を中心に社会的課題解決を図るための活動を展開し、発信をしている。
趣味はミュージカル鑑賞、特技は阿波踊り・タップダンス・三味線。

## 来歴
1995年、東京都に生まれる。東京大学教育学部附属中等教育学校在学中の14歳の時にTBS小公女セイラに出演。
慶應義塾大学看護医療学部入学後にバイトAKBとなる。AED活動を行いながら看護師国家試験に合格。

## 賞歴
- 慶應 医療系ビジネスコンテスト「AppliCare2015」にてオーデイエンス賞・慶應ビジコン「KBC」優勝・準ミスSFC